# John H. Elliott
John Huxtable Elliott (Reading, 23 de junho de 1930 – Oxford, 10 de março de 2022) foi um historiador e hispanista britânico que foi Regius Professor Emérito da Universidade de Oxford e membro honorário do Oriel College, Oxford e Trinity College, Cambridge. Publicou sob o nome de J. H. Elliott.

## Biografia
Nascido em Reading, Berkshire, em 23 de junho de 1930, Elliott foi educado no Eton College e no Trinity College, Cambridge. Foi professor assistente na Universidade de Cambridge de 1957 a 1962 e professor de História de 1962 a 1967, sendo posteriormente professor de História no King's College de Londres, entre 1968 e 1973. Em 1972 foi eleito para a Fellowship da Academia Britânica. Elliott foi professor na Academia de Artes e Ciências dos Estados Unidos em 1977 e na Sociedade Filosófica Americana em 1982. Elliott foi Professor na Escola de Estudos Históricos do Instituto de Estudos Avançados de Princeton, Nova Jersey, de 1973 a 1990, e foi Regius Professor de História Moderna, Oxford, entre 1990 e 1997.
Realizou doutorados honorários da Universidade Autônoma de Madri (1983), das universidades de Gênova (1992), Portsmouth (1993), Barcelona (1994), Warwick (1995), Brown University (1996), Valência (1998), Leida (1999), Universidade Complutense de Madrid (2003), College of William & Mary (2005), Londres (2007), Universidade Charles III de Madrid (2008), Sevilha (2011), Alcalá (2012) e Cambridge (2013). Elliott foi membro do Rothermere American Institute, da Universidade de Oxford, de cujo Conselho Fundador também foi membro.
Elliott foi nomeado cavaleiro nas Honras do Ano Novo de 1994 por serviços à história sendo condecorado com Comandante de Isabel, a Católica em 1987, Grã-Cruz de Afonso, o Sábio em 1988, Grã-Cruz de Isabel, a Católica em 1996 e Creu de Sant Jordi em 1999. Hispanista eminente, recebeu o Prêmio Príncipe das Astúrias em 1996 por suas contribuições às ciências sociais. Por suas notáveis contribuições para a história da Espanha e do Império Espanhol no início do período moderno, Elliott recebeu o Prêmio Balzan de História, 1500–1800, em 1999. Foi membro correspondente da Real Academia de la Historia desde 1965.
Seus estudos da Península Ibérica e do Império Espanhol ajudaram a compreender os problemas enfrentados pela Espanha dos séculos XVI e XVII e as tentativas de seus líderes para evitar seu declínio. Ele é considerado, com Raymond Carr e Angus Mackay, uma figura importante no desenvolvimento da historiografia espanhola.
As principais publicações de Elliott são: The Revolt of the Catalans (1963); The Old World and the New, 1492–1650 (1970); e The Count-Duke of Olivares (1986). Seu Richelieu and Olivares (1987) ganhou o Prêmio Leo Gershoy da American Historical Association e, em 1992, o Prêmio XVIIe. Em 2006, seu livro Empires of the Atlantic World: Britain and Spain in America 1492–1830 foi publicado pela Yale University Press, ganhando o Prêmio Francis Parkman no ano seguinte. Em 2012, publicou suas reflexões sobre o progresso da erudição histórica em History in the Making.
Elliott foi hospitalizado devido à pneumonia e complicações renais, no Hospital John Radcliffe em Oxford, em 5 de março de 2022. Ele morreu em 10 de março, aos 91 anos.

## Trabalhos
- The Revolt of the Catalans: A Study in the Decline of Spain, 1598–1640 (Cambridge University Press, 1963; 1984). ISBN 978-0521278904
- Imperial Spain: 1469–1716 (Londres 1963, revised repr. Penguin Books, 2002). ISBN 978-0141007038
- Europe Divided, 1559–1598 (Londres 1963; 2nd ed. 2000). ISBN 978-0631217800
- The Old World and The New 1492–1650 (Cambridge University Press, 1970; 2008). ISBN 978-0521427098
- Memoriales y cartas del Conde-Duque de Olivares, 2 vols. (com José F. de la Peña) (Madrid 1978–80). ISBN 978-8420401119
- Richelieu and Olivares (Cambridge University Press, 1984; 2003). ISBN 978-0521262057
- The Count-Duke Olivares: The Statesman in an Age of Decline (Yale University Press 1986, 1989). ISBN 978-0300044997
- Spain and Its World, 1500–1700: Selected Essays (Yale University Press, 1989; 1990). ISBN 978-0300048636
- The World of the Favourite (ed., com L. W. B. Brockliss) (Yale University Press, 1999).  ISBN 978-0300076448
- The Sale of the Century: Artistic Relations between Spain and Great Britain, 1604–1655 (com Jonathan Brown) (Yale University Press 2002). ISBN 978-0300097610
- A Palace for a King, com Jonathan Brown (Yale University Press, 2003). ISBN 978-0300101850
- Empires of the Atlantic World: Britain and Spain, 1492–1830 (Yale University Press, 2006). ISBN 978-0300123999
- Spain, Europe and the Wider World, 1500–1800 (Yale University Press, 2009). ISBN 978-0300145373
- History in the Making (Yale University Press, 2012). ISBN 978-0300186383
- Scots and Catalans: Union and Disunion (Yale University Press, 2018; 2020). ISBN 978-0300253382